# 高根山 (名古屋市)
高根山（たかねやま）は、愛知県名古屋市緑区の地名。現行行政地名は高根山一丁目および高根山二丁目。住居表示未実施地域。

## 地理
名古屋市緑区南部の南大高地区に位置し、別所山および大府市共和町と接する。

## 歴史

### 町名の由来
大高町の小字名「高根山」による。字名は、尾根が高いことからこの名がついたという。桶狭間の戦いの際には今川義元軍の物見の兵が立ったとの伝承がある。

### 沿革
- 1995年（平成7年）6月22日 - 名古屋市大高南特定土地区画整理組合の設立が認可される[8]。
- 2015年（平成27年）9月12日 - 緑区大高町字船人ケ池・高根山・別所山の各一部により同区高根山一丁目、同字船人ケ池・高根山・忠治山・西茶屋・平根山の各一部により同区高根山二丁目としてそれぞれ成立[1]。

## 世帯数と人口
2019年（平成31年）3月1日現在の世帯数と人口は以下の通りである。
| 丁目                 | 世帯数  | 人口    |
| -------------------- | ------- | ------- |
| 高根山一丁目・二丁目 | 375世帯 | 1,138人 |

### 人口の変遷
国勢調査による人口の推移
| 2015年（平成27年） | 1,026人 | [ 9 ] |  |

## 学区
市立小・中学校に通う場合、学校等は以下の通りとなる。また、公立高等学校に通う場合の学区は以下の通りとなる。
| 丁目         | 番・番地等 | 小学校                 | 中学校               | 高等学校 |
| ------------ | ---------- | ---------------------- | -------------------- | -------- |
| 高根山一丁目 | 全域       | 名古屋市立大高南小学校 | 名古屋市立大高中学校 | 尾張学区 |
| 高根山二丁目 | 全域       | 名古屋市立大高南小学校 | 名古屋市立大高中学校 | 尾張学区 |

## 施設
- オリーブの樹保育園

## その他

### 日本郵便
- 郵便番号 : 459-8013[4]（集配局：緑郵便局[12]）。